# Athlétisme à l'Universiade d'été de 1985
Navigation
Edmonton 1983 Zagreb 1987
Les épreuves d'athlétisme de l'Universiade d'été de 1985 se sont déroulées dans l'enceinte du Stade du Mémorial de l'Universiade de Kobe, au Japon, du 29 août au 4 septembre 1985.

## Résultats

### Hommes
| 100 m | Chidi Imoh 10 s 22                                                                  | Andrés Simón 10 s 28                                                                         | Lee McNeill 10 s 33                                                               |
| 200 m | Leandro Peñalver 20 s 57                                                            | Atlee Mahorn 20 s 65                                                                         | Chang Jae-keun 20 s 78                                                            |
| 400 m | Innocent Egbunike 45 s 10                                                           | Roberto Hernández 45 s 41                                                                    | Sunday Uti 45 s 58                                                                |
| 800 m | Ryszard Ostrowski 1 min 44 s 38 (PB)                                                | Viktor Kalinkin 1 min 45 s 21                                                                | John Marshall 1 min 45 s 32                                                       |
| 1 500 m | Chris McGeorge 3 min 46 s 22                                                        | Adam Dixon 3 min 46 s 29                                                                     | Dragan Zdravković 3 min 46 s 78                                                   |
| 5 000 m | Stefano Mei 13 min 56 s 48                                                          | Carey Nelson 13 min 57 s 77                                                                  | Rob Lonergan 13 min 58 s 02                                                       |
| 10 000 m | Keith Brantly 29 min 11 s 24                                                        | Jesús Herrera 29 min 11 s 71                                                                 | Shuichi Yoneshige 29 min 11 s 73                                                  |
| Marathon | Orlando Pizzolato 2 h 20 min 06 s                                                   | Salvatore Nicosia 2 h 21 min 09 s                                                            | Paul Gompers 2 h 21 min 40 s                                                      |
| 110 m haies | Cletus Clark 13 s 57                                                                | György Bakos 13 s 72                                                                         | Keith Talley 13 s 76                                                              |
| 400 m haies | Tagir Zemskov 49 s 38                                                               | Henry Amike 49 s 70                                                                          | René Djédjémel Mélédjé 49 s 73                                                    |
| 3 000 m steeple | Franco Boffi 8 min 28 s 75                                                          | Eddie Wedderburn 8 min 28 s 90                                                               | Hans Koeleman 8 min 32 s 19                                                       |
| 4 × 100 m | Cuba Sergio Maximo Querol Andrés Simón Ricardo Chacón Leandro Peñalver 38 s 76      | Canada Rick Jones Mike Dwyer Cyprian Enweani Atlee Mahorn 39 s 07                            | États-Unis Lee McNeill Thomas Jefferson Keith Talley Mike Morris 39 s 15          |
| 4 × 400 m | Cuba Lázaro Martínez Leandro Peñalver Roberto Ramos Roberto Hernández 3 min 02 s 20 | Union soviétique Tagir Zemskov Sergey Kutsebo Yevgeniy Lomtyev Vladimir Prosin 3 min 02 s 66 | États-Unis Clarence Daniel LeRoy Dixon Dale Laverty Cedric Vaughans 3 min 02 s 68 |
| 20 km marche | Viktor Mostovik 1 h 25 min 52 s                                                     | Andrey Perlov 1 h 25 min 52 s                                                                | Guillaume LeBlanc 1 h 26 min 22 s                                                 |
| Saut en hauteur | Igor Paklin 2,41 m                                                                  | Francisco Centelles 2,31 m                                                                   | Gerd Nagel 2,26 m                                                                 |
| Saut à la perche | Radion Gataullin 5,75 m                                                             | Philippe Collet 5,70 m                                                                       | David Volz 5,60 m                                                                 |
| Saut en longueur | Jaime Jefferson 8,07 m                                                              | Robert Emmiyan 8,03 m                                                                        | Stanisław Jaskułka 7,99 m                                                         |
| Triple saut | Charles Simpkins 17,86 m                                                            | Alexander Yakovlev 17,43 m                                                                   | John Herbert 17,41 m                                                              |
| Lancer du poids | Remigius Machura 21,13 m                                                            | Alessandro Andrei 20,85 m                                                                    | Ventsislav Khristov 19,90 m                                                       |
| Lancer du disque | Luis Delís 66,84 m                                                                  | Vaclavas Kidykas 63,12 m                                                                     | Juan Martínez Brito 63,02 m                                                       |
| Lancer du marteau | Heinz Weis 76,00 m                                                                  | Lucio Serrani 74,08 m                                                                        | Igor Nikulin 74,04 m                                                              |
| Lancer du javelot | Dumitru Negoiţă 84,62 m                                                             | Wolfram Gambke 84,46 m                                                                       | Jean-Paul Lakafia 82,96 m                                                         |
| Décathlon | Mike Ramos 8 071 pts                                                                | Valter Külvet 7 971 pts                                                                      | Michael Neugebauer 7 895 pts                                                      |
| Records et Performances - AR : Record continental (area record) - CR : Record des championnats (championship record) - MR : Record du meeting (meet record) - NR : Record national (national record) - OR : Record olympique (olympic record) - PR : Record paralympique (paralympic record) - PB : Record personnel (personal best) - SB : Meilleure performance personnelle de la saison (season's best) - WL : Meilleure performance mondiale de l'année (world leader) - WJR : Record du monde junior (world junior record) - WR : Record du monde (world record) Circonstances et Conditions - DNF : N'a pas terminé (did not finish) - DNS : N'a pas pris le départ (did not start) - DQ : Disqualification (disqualification) - NM : Aucun essai valable enregistré (No Mark) - Q : Qualifié « directement » au prochain tour (ou à la prochaine compétition), lors d'une compétition majeure, grâce au classement ou à la réalisation des minima (automatic qualifier) - q : Qualifié au prochain tour (ou à la prochaine compétition), lors d'une compétition majeure, grâce au repêchage ou à la réalisation de l'une des meilleures performances parmi celles des « non qualifiés directement » (grâce au meilleur temps ou à la meilleure distance par exemple) (secondary qualifier) |                                                                                     |                                                                                              |                                                                                   |

### Femmes
| 100 m | Irina Slyusar 11 s 22                                                                                     | Anelia Nuneva 11 s 29                                                                         | Grace Jackson 11 s 35                                                          |
| 200 m | Grace Jackson 22 s 59                                                                                     | Elzbieta Tomczak 22 s 76                                                                      | Irina Slyusar 22 s 86                                                          |
| 400 m | Tatyana Alekseyeva 51 s 49                                                                                | Ana Fidelia Quirot 52 s 10                                                                    | Sadia Showunmi 52 s 78                                                         |
| 800 m | Nadezhda Zvyagintseva 1 min 58 s 59                                                                       | Cristeana Cojocaru 1 min 59 s 09                                                              | Ana Fidelia Quirot 1 min 59 s 77                                               |
| 1 500 m | Svetlana Kitova 4 min 07.12                                                                               | Margareta Keszeg 4 min 07 s 55                                                                | Darlene Beckford 4 min 08 s 84                                                 |
| 3 000 m | Cathy Branta 9 min 02 s 75                                                                                | Kathy Hayes 9 min 02 s 92                                                                     | Angela Chalmers 9 min 03 s 19                                                  |
| 10 000 m | Marina Rodchenkova 32 min 58 s 45                                                                         | Svetlana Guskova 32 min 59 s 24                                                               | Kirsten O'Hara 33 min 05 s 84                                                  |
| Marathon | Mami Fukao 2 h 44 min 55 s                                                                                | Patti Gray 2 h 46 min 20 s                                                                    | Sylvie Bornet 2 h 48 min 11 s                                                  |
| 100 m haies | Ginka Zagorcheva 12 s 71                                                                                  | Nadezhda Korshunova 12 s 87                                                                   | Anne Piquereau 12 s 96                                                         |
| 400 m haies | Margarita Navickaité 55 s 33                                                                              | Cristeana Cojocaru 55 s 44                                                                    | Nawal El Moutawakel 55 s 59                                                    |
| 4 × 100 m | États-Unis Kathrene Wallace Michelle Finn Brenda Cliette Gwen Torrence 43 s 29                            | Union soviétique Nadezhda Korshunova Marina Molokova Irina Slyusar Yelena Vinogradova 43 s 43 | Bulgarie Silvia Khristova Anelia Nuneva Pepa Pavlova Ginka Zagorcheva 43 s 57  |
| 4 × 400 m | Union soviétique Margarita Jeseviciene Nadezhda Loboyko Yelena Didilenko Tatyana Alekseyeva 3 min 25 s 96 | Canada Charmaine Crooks Esmie Lawrence Camille Cato Molly Killingbeck 3 min 29 s 06           | États-Unis Susan Shurr Sharon Dabney Tanya McIntosh Joetta Clark 3 min 30 s 41 |
| 5 km marche | Aleksandra Grigoryeva 22 min 21 s 10                                                                      | Yan Hong 22 min 25 s 77                                                                       | Natalya Serbinenko 22 min 27 s 21                                              |
| Saut en hauteur | Silvia Costa 2,01 m                                                                                       | Lyudmila Petrus 1,93 m                                                                        | Danuta Bułkowska 1,91 m                                                        |
| Saut en longueur | Irina Valyukevich 7,04 m                                                                                  | Silvia Khristova 6,62 m                                                                       | Marieta Ilcu 6,61 m                                                            |
| Lancer du poids | Natalya Lisovskaya 20,47 m                                                                                | Yang Yanqin 17,79 m                                                                           | Ramona Pagel 17,46 m                                                           |
| Lancer du disque | Maritza Martén 66,66 m                                                                                    | Tsvetanka Khristova 65,30 m                                                                   | Daniela Costian 63,20 m                                                        |
| Lancer du javelot | Ivonne Leal 71,82 m                                                                                       | Beate Peters 63,70 m                                                                          | María Caridad Colón 62,46 m                                                    |
| Heptathlon | Małgorzata Guzowska 6 616 pts                                                                             | Liliana Năstase 6 313 pts                                                                     | Judy Simpson 6 045 pts                                                         |
| Records et Performances - AR : Record continental (area record) - CR : Record des championnats (championship record) - MR : Record du meeting (meet record) - NR : Record national (national record) - OR : Record olympique (olympic record) - PR : Record paralympique (paralympic record) - PB : Record personnel (personal best) - SB : Meilleure performance personnelle de la saison (season's best) - WL : Meilleure performance mondiale de l'année (world leader) - WJR : Record du monde junior (world junior record) - WR : Record du monde (world record) Circonstances et Conditions - DNF : N'a pas terminé (did not finish) - DNS : N'a pas pris le départ (did not start) - DQ : Disqualification (disqualification) - NM : Aucun essai valable enregistré (No Mark) - Q : Qualifié « directement » au prochain tour (ou à la prochaine compétition), lors d'une compétition majeure, grâce au classement ou à la réalisation des minima (automatic qualifier) - q : Qualifié au prochain tour (ou à la prochaine compétition), lors d'une compétition majeure, grâce au repêchage ou à la réalisation de l'une des meilleures performances parmi celles des « non qualifiés directement » (grâce au meilleur temps ou à la meilleure distance par exemple) (secondary qualifier) | |                                                                                               |                                                                                |

## Tableau des médailles
| Rang  | Nation               | Or | Argent | Bronze | Total |
| ----- | -------------------- | -- | ------ | ------ | ----- |
| 1     | Union soviétique     | 14 | 11     | 3      | 28    |
| 2     | Cuba                 | 8  | 4      | 3      | 15    |
| 3     | États-Unis           | 6  | 3      | 11     | 20    |
| 4     | Italie               | 3  | 3      | 0      | 6     |
| 5     | Nigeria              | 2  | 1      | 2      | 5     |
| 5     | Pologne              | 2  | 1      | 2      | 5     |
| 7     | Roumanie             | 1  | 4      | 2      | 7     |
| 8     | Bulgarie             | 1  | 3      | 2      | 6     |
| 9     | Allemagne de l'Ouest | 1  | 2      | 2      | 5     |
| 10    | Royaume-Uni          | 1  | 1      | 2      | 4     |
| 11    | Jamaïque             | 1  | 0      | 1      | 2     |
| 11    | Japon                | 1  | 0      | 1      | 2     |
| 13    | Tchécoslovaquie      | 1  | 0      | 0      | 1     |
| 14    | Canada               | 0  | 4      | 3      | 7     |
| 15    | Chine                | 0  | 2      | 0      | 2     |
| 16    | France               | 0  | 1      | 3      | 4     |
| 17    | Hongrie              | 0  | 1      | 0      | 1     |
| 17    | Mexique              | 0  | 1      | 0      | 1     |
| 19    | Côte d'Ivoire        | 0  | 0      | 1      | 1     |
| 19    | Maroc                | 0  | 0      | 1      | 1     |
| 19    | Pays-Bas             | 0  | 0      | 1      | 1     |
| 19    | Corée du Sud         | 0  | 0      | 1      | 1     |
| 19    | Yougoslavie          | 0  | 0      | 1      | 1     |
| Total | Total                | 42 | 42     | 42     | 126   |